# Список наград и номинаций фильма «Выживший» (2015)
«Выживший» (англ. The Revenant) — американский вестерн-триллер 2015 года режиссёра Алехандро Г. Иньярриту.

## Награды и номинации

### Главные награды
| Премия                         | Категория                            | Номинант                                                                             | Результат | Комм.       |
| ------------------------------ | ------------------------------------ | ------------------------------------------------------------------------------------ | --------- | ----------- |
| «Оскар»                        | Лучший фильм                         | Лучший фильм                                                                         | Номинация | [ 1 ]       |
| «Оскар»                        | Лучший режиссёр                      | Алехандро Г. Иньярриту                                                               | Победа    | [ 1 ]       |
| «Оскар»                        | Лучшая мужская роль                  | Леонардо Ди Каприо                                                                   | Победа    | [ 1 ]       |
| «Оскар»                        | Лучшая мужская роль второго плана    | Том Харди                                                                            | Номинация | [ 1 ]       |
| «Оскар»                        | Лучший монтаж                        | Стивен Миррионе                                                                      | Номинация | [ 1 ]       |
| «Оскар»                        | Лучшая операторская работа           | Эммануэль Любецки                                                                    | Победа    | [ 1 ]       |
| «Оскар»                        | Лучшая работа художника-постановщика | Джек Фиск, Хэмиш Парди                                                               | Номинация | [ 1 ]       |
| «Оскар»                        | Лучший дизайн костюмов               | Жаклин Уэст                                                                          | Номинация | [ 1 ]       |
| «Оскар»                        | Лучший звук                          | Джон Тейлор, Фрэнк Монтаньо, Рэнди Том, Крис Дюстердиск                              | Номинация | [ 1 ]       |
| «Оскар»                        | Лучший звуковой монтаж               | Мартин Эрнандес, Лон Бендер                                                          | Номинация | [ 1 ]       |
| «Оскар»                        | Лучшие визуальные эффекты            | Рич Макбрайд, Мэтт Шамвэй, Джейсон Смит, Кэмерон Уолдбауэр                           | Номинация | [ 1 ]       |
| «Оскар»                        | Лучший грим и причёски               | Шон Григг, Дункан Джарман, Роберт Пандини                                            | Номинация | [ 1 ]       |
| BAFTA                          | Лучший фильм                         | Стив Голин, Алехандро Г. Иньярриту, Мэри Парент, Кейт Редмон                         | Победа    | [ 2 ] [ 3 ] |
| BAFTA                          | Лучший режиссёр                      | Алехандро Г. Иньярриту                                                               | Победа    | [ 2 ] [ 3 ] |
| BAFTA                          | Лучшая мужская роль                  | Леонардо Ди Каприо                                                                   | Победа    | [ 2 ] [ 3 ] |
| BAFTA                          | Лучшая музыка к фильму               | Рюити Сакамото, Alva Noto                                                            | Номинация | [ 2 ] [ 3 ] |
| BAFTA                          | Лучшая операторская работа           | Эммануэль Любецки                                                                    | Победа    | [ 2 ] [ 3 ] |
| BAFTA                          | Лучший грим и причёски               | Шон Григг, Дункан Джарман, Роберт Пандини                                            | Номинация | [ 2 ] [ 3 ] |
| BAFTA                          | Лучший монтаж                        | Стивен Миррионе                                                                      | Номинация | [ 2 ] [ 3 ] |
| BAFTA                          | Лучший звук                          | Крис Дюстердиск, Джон Тейлор, Фрэнк Монтаньо, Рэнди Том, Мартин Эрнандес, Лон Бендер | Победа    | [ 2 ] [ 3 ] |
| «Выбор Критиков»               | Лучший фильм                         | Лучший фильм                                                                         | Номинация | [ 4 ]       |
| «Выбор Критиков»               | Лучший режиссёр                      | Алехандро Г. Иньярриту                                                               | Номинация | [ 4 ]       |
| «Выбор Критиков»               | Лучшая мужская роль                  | Леонардо Ди Каприо                                                                   | Победа    | [ 4 ]       |
| «Выбор Критиков»               | Лучшая мужская роль второго плана    | Том Харди                                                                            | Номинация | [ 4 ]       |
| «Выбор Критиков»               | Лучшая музыка к фильму               | Рюити Сакамото, Alva Noto                                                            | Номинация | [ 4 ]       |
| «Выбор Критиков»               | Лучшая операторская работа           | Эммануэль Любецки                                                                    | Победа    | [ 4 ]       |
| «Выбор Критиков»               | Лучший монтаж                        | Стивен Миррионе                                                                      | Номинация | [ 4 ]       |
| «Выбор Критиков»               | Лучший грим                          | Лучший грим                                                                          | Номинация | [ 4 ]       |
| «Выбор Критиков»               | Лучшие визуальные эффекты            | Лучшие визуальные эффекты                                                            | Номинация | [ 4 ]       |
| Ассоциация кинокритиков Чикаго | Лучший фильм                         | Лучший фильм                                                                         | Номинация | [ 5 ]       |
| Ассоциация кинокритиков Чикаго | Лучший режиссёр                      | Алехандро Г. Иньярриту                                                               | Номинация | [ 5 ]       |
| Ассоциация кинокритиков Чикаго | Лучшая мужская роль                  | Леонардо Ди Каприо                                                                   | Победа    | [ 5 ]       |
| Ассоциация кинокритиков Чикаго | Лучшая операторская                  | Эммануэль Любецки                                                                    | Номинация | [ 5 ]       |
| Ассоциация кинокритиков Чикаго | Лучший монтаж                        | Стивен Миррионе                                                                      | Номинация | [ 5 ]       |

### Второстепенные награды
| Премия                                      | Категория                                                  | Номинант                                                                             | Результат                       | Комм.  |
| ------------------------------------------- | ---------------------------------------------------------- | ------------------------------------------------------------------------------------ | ------------------------------- | ------ |
| AACTA                                       | Лучший фильм                                               | Лучший фильм                                                                         | Номинация                       | [ 6 ]  |
| AACTA                                       | Лучший режиссёр                                            | Алехандро Г. Иньярриту                                                               | Номинация                       | [ 6 ]  |
| AACTA                                       | Лучшая мужская роль                                        | Леонардо Ди Каприо                                                                   | Победа                          | [ 6 ]  |
| AARP Annual Movies for Grownups Awards      | Лучший режиссёр                                            | Алехандро Г. Иньярриту                                                               | Номинация                       | [ 7 ]  |
| ACE Eddie Awards                            | Лучший монтаж — драма                                      | Стивен Миррионе                                                                      | Номинация                       | [ 8 ]  |
| Альянс женщин-киножурналистов               | Лучший режиссёр                                            | Алехандро Г. Иньярриту                                                               | Номинация                       | [ 9 ]  |
| Альянс женщин-киножурналистов               | Лучшая мужская роль                                        | Леонардо Ди Каприо                                                                   | Победа                          | [ 9 ]  |
| Альянс женщин-киножурналистов               | Лучшая операторская работа                                 | Эммануэль Любецки                                                                    | Номинация                       | [ 9 ]  |
| «Энни»                                      | Лучшая анимация в фильме                                   | Мэтт Шамвей, Эдриен Миллингтон, Блэйн Тодериан, Алекс Пиай, Кевин Лан                | Победа                          | [ 10 ] |
| Премия Гильдии художников-постановщиков США | Лучшая работа художника-постановщика в историческом фильме | Джек Фиск                                                                            | Победа                          | [ 11 ] |
| Американское общество кинооператоров        | Лучшая операторская работа                                 | Эммануэль Любецки                                                                    | Победа                          | [ 12 ] |
| Общество кинокритиков Бостона               | Лучшая мужская роль                                        | Леонардо Ди Каприо                                                                   | Победа (совместно с Полом Дано) | [ 13 ] |
| Ассоциация кинокритиков Даллас—Форт-Уэрта   | Десять лучших фильмов                                      | Десять лучших фильмов                                                                | 2-е место                       | [ 14 ] |
| Ассоциация кинокритиков Даллас—Форт-Уэрта   | Лучший режиссёр                                            | Алехандро Г. Иньярриту                                                               | Победа                          | [ 14 ] |
| Ассоциация кинокритиков Даллас—Форт-Уэрта   | Лучшая мужская роль                                        | Леонардо Ди Каприо                                                                   | Победа                          | [ 14 ] |
| Ассоциация кинокритиков Даллас—Форт-Уэрта   | Лучшая мужская роль второго плана                          | Том Харди                                                                            | 2-е место                       | [ 14 ] |
| Ассоциация кинокритиков Даллас—Форт-Уэрта   | Лучшая операторская работа                                 | Эммануэль Любецки                                                                    | Победа                          | [ 14 ] |
| Ассоциация кинокритиков Даллас—Форт-Уэрта   | Лучшая музыка к фильму                                     | Рюити Сакамото, Alva Noto, Брюс Десснер                                              | Победа                          | [ 14 ] |
| Общество кинокритиков Денвера               | Лучший фильм                                               | Лучший фильм                                                                         | Номинация                       | [ 15 ] |
| Общество кинокритиков Денвера               | Лучший режиссёр                                            | Алехандро Г. Иньярриту                                                               | Номинация                       | [ 15 ] |
| Общество кинокритиков Денвера               | Лучшая мужская роль                                        | Леонардо Ди Каприо                                                                   | Победа                          | [ 15 ] |
| Общество кинокритиков Денвера               | Лучшая мужская роль второго плана                          | Том Харди                                                                            | Номинация                       | [ 15 ] |
| Общество кинокритиков Денвера               | Лучшая музыка к фильму                                     | Рюити Сакамото, Alva Noto, Брюс Десснер                                              | Номинация                       | [ 15 ] |
| Общество кинокритиков Детройта              | Лучший фильм                                               | Лучший фильм                                                                         | Номинация                       | [ 16 ] |
| Общество кинокритиков Детройта              | Лучший режиссёр                                            | Алехандро Г. Иньярриту                                                               | Номинация                       | [ 16 ] |
| Общество кинокритиков Детройта              | Лучшая мужская роль                                        | Леонардо Ди Каприо                                                                   | Номинация                       | [ 16 ] |
| Film Arts Movie Awards                      | Лучший фильм                                               | Лучший фильм                                                                         | Номинация                       | [ 17 ] |
| Film Arts Movie Awards                      | Лучший режиссёр                                            | Алехандро Г. Иньярриту                                                               | Номинация                       | [ 17 ] |
| Film Arts Movie Awards                      | Лучшая мужская роль                                        | Леонардо Ди Каприо                                                                   | Победа                          | [ 17 ] |
| Film Arts Movie Awards                      | Лучшая мужская роль второго плана                          | Том Харди                                                                            | Номинация                       | [ 17 ] |
| Film Arts Movie Awards                      | Лучший монтаж                                              | Стивен Миррионе                                                                      | Номинация                       | [ 17 ] |
| Film Arts Movie Awards                      | Лучшая операторская работа                                 | Эммануэль Любецки                                                                    | Победа                          | [ 17 ] |
| Film Arts Movie Awards                      | Лучший грим                                                | Лучший грим                                                                          | Номинация                       | [ 17 ] |
| Film Arts Movie Awards                      | Лучшие визуальные эффекты                                  | Лучшие визуальные эффекты                                                            | Номинация                       | [ 17 ] |
| Film Arts Movie Awards                      | Лучший звук                                                | Лучший звук                                                                          | Номинация                       | [ 17 ] |
| Film Arts Movie Awards                      | Лучший звуковой монтаж                                     | Лучший звуковой монтаж                                                               | Номинация                       | [ 17 ] |
| Круг кинокритиков Флориды                   | Лучший режиссёр                                            | Алехандро Г. Иньярриту                                                               | Номинация                       | [ 18 ] |
| Круг кинокритиков Флориды                   | Лучший мужская роль                                        | Леонардо Ди Каприо                                                                   | 2-е место                       | [ 18 ] |
| Круг кинокритиков Флориды                   | Лучшая операторская работа                                 | Эммануэль Любецки                                                                    | Номинация                       | [ 18 ] |
| Ассоциация кинокритиков Джорджии            | Лучшая мужская роль                                        | Леонардо Ди Каприо                                                                   | Победа                          | [ 19 ] |
| Ассоциация кинокритиков Джорджии            | Лучшая операторская работа                                 | Эммануэль Любецки                                                                    | Номинация                       | [ 19 ] |
| «Золотой глобус»                            | Лучший фильм — драма                                       | Лучший фильм — драма                                                                 | Победа                          | [ 20 ] |
| «Золотой глобус»                            | Лучший режиссёр                                            | Алехандро Г. Иньярриту                                                               | Победа                          | [ 20 ] |
| «Золотой глобус»                            | Лучший мужская роль — драма                                | Леонардо Ди Каприо                                                                   | Победа                          | [ 20 ] |
| «Золотой глобус»                            | Лучшая музыка к фильму                                     | Рюити Сакамото, Alva Noto                                                            | Номинация                       | [ 20 ] |
| Hollywood Music in Media Awards             | Лучшая песня/музыка — трейлер                              | Джон Лютер Адамс, «Sigur Rós», Марк Ханна                                            | Номинация                       | [ 21 ] |
| Ассоциация киножурналистов Индианы          | Лучший фильм                                               | Лучший фильм                                                                         | Номинация                       | [ 22 ] |
| Ассоциация киножурналистов Индианы          | Лучший режиссёр                                            | Алехандро Г. Иньярриту                                                               | Номинация                       | [ 22 ] |
| Ассоциация киножурналистов Индианы          | Лучшая мужская роль                                        | Леонардо Ди Каприо                                                                   | Номинация                       | [ 22 ] |
| Ассоциация киножурналистов Индианы          | Лучшая мужская роль второго плана                          | Том Харди                                                                            | Номинация                       | [ 22 ] |
| Ассоциация киножурналистов Индианы          | Лучший адаптированный сценарий                             | Алехандро Г. Иньярриту, Марк Л. Смит                                                 | Номинация                       | [ 22 ] |
| Ассоциация кинокритиков Айовы               | Лучшая мужская роль                                        | Леонардо Ди Каприо                                                                   | 2-е место                       | [ 23 ] |
| Круг кинокритиков Канзас-Сити               | Лучший фильм                                               | Лучший фильм                                                                         | Номинация                       | [ 24 ] |
| Круг кинокритиков Канзас-Сити               | Лучший режиссёр                                            | Алехандро Г. Иньярриту                                                               | Номинация                       | [ 24 ] |
| Круг кинокритиков Канзас-Сити               | Лучшая мужская роль                                        | Леонардо Ди Каприо                                                                   | Победа                          | [ 24 ] |
| Круг кинокритиков Канзас-Сити               | Лучшая мужская роль второго плана                          | Том Харди                                                                            | Номинация                       | [ 24 ] |
| Общество кинокритиков Лас-Вегаса            | Лучшая мужская роль                                        | Леонардо Ди Каприо                                                                   | Победа                          | [ 25 ] |
| Общество кинокритиков Лас-Вегаса            | Лучшая мужская роль второго плана                          | Том Харди                                                                            | Номинация                       | [ 25 ] |
| Общество кинокритиков Лас-Вегаса            | Лучшая операторская работа                                 | Эммануэль Любецки                                                                    | Победа                          | [ 25 ] |
| Общество кинокритиков Лас-Вегаса            | Лучший монтаж                                              | Стивен Миррионе                                                                      | Номинация                       | [ 25 ] |
| Общество кинокритиков Лас-Вегаса            | Лучшая музыка к фильму                                     | Рюити Сакамото, Alva Noto                                                            | Номинация                       | [ 25 ] |
| Премия Лондонского кружка кинокритиков      | Лучший фильм                                               | Лучший фильм                                                                         | Номинация                       | [ 26 ] |
| Премия Лондонского кружка кинокритиков      | Лучший режиссёр                                            | Алехандро Г. Иньярриту                                                               | Номинация                       | [ 26 ] |
| Премия Лондонского кружка кинокритиков      | Лучшая мужская роль                                        | Леонардо Ди Каприо                                                                   | Номинация                       | [ 26 ] |
| Премия Лондонского кружка кинокритиков      | Лучшая мужская роль второго плана                          | Том Харди                                                                            | Номинация                       | [ 26 ] |
| Премия Лондонского кружка кинокритиков      | Лучший британский актёр                                    | Том Харди                                                                            | Победа                          | [ 26 ] |
| Общество кинокритиков Невады                | Лучший режиссёр                                            | Алехандро Г. Иньярриту                                                               | Победа                          | [ 27 ] |
| Общество кинокритиков Невады                | Лучшая мужская роль                                        | Леонардо Ди Каприо                                                                   | Победа                          | [ 27 ] |
| Общество кинокритиков Невады                | Лучшая мужская роль второго плана                          | Том Харди                                                                            | Победа                          | [ 27 ] |
| Общество кинокритиков Невады                | Лучшая операторская работа                                 | Эммануэль Любецки                                                                    | Победа                          | [ 27 ] |
| Ассоциация кинокритиков Северной Каролины   | Лучшая мужская роль                                        | Леонардо Ди Каприо                                                                   | Номинация                       | [ 28 ] |
| Ассоциация кинокритиков Северного Техаса    | Лучшая мужская роль                                        | Леонардо Ди Каприо                                                                   | Победа                          | [ 29 ] |
| Ассоциация кинокритиков Северного Техаса    | Лучшая операторская работа                                 | Эммануэль Любецки                                                                    | Победа                          | [ 29 ] |
| Круг кинокритиков Оклахомы                  | Десять лучших фильмов                                      | Десять лучших фильмов                                                                | Победа                          | [ 30 ] |
| Круг кинокритиков Оклахомы                  | Лучшая мужская роль                                        | Леонардо Ди Каприо                                                                   | Победа                          | [ 30 ] |
| Общество онлайн-кинокритиков                | Лучший фильм                                               | Лучший фильм                                                                         | Номинация                       | [ 31 ] |
| Общество онлайн-кинокритиков                | Лучшая мужская роль                                        | Леонардо Ди Каприо                                                                   | Номинация                       | [ 31 ] |
| Общество онлайн-кинокритиков                | Лучший монтаж                                              | Стивен Миррионе                                                                      | Номинация                       | [ 31 ] |
| Общество онлайн-кинокритиков                | Лучшая операторская работа                                 | Эммануэль Любецки                                                                    | Номинация                       | [ 31 ] |
| Круг критиков Феникса                       | Лучший режиссёр                                            | Алехандро Г. Иньярриту                                                               | Номинация                       | [ 32 ] |
| Круг критиков Феникса                       | Лучшая мужская роль                                        | Леонардо Ди Каприо                                                                   | Номинация                       | [ 32 ] |
| Круг критиков Феникса                       | Лучшая мужская роль второго плана                          | Том Харди                                                                            | Номинация                       | [ 32 ] |
| Phoenix Film Critics Society                | Лучший фильм                                               | Лучший фильм                                                                         | Номинация                       | [ 33 ] |
| Phoenix Film Critics Society                | Лучший режиссёр                                            | Алехандро Г. Иньярриту                                                               | Номинация                       | [ 33 ] |
| Phoenix Film Critics Society                | Лучшая мужская роль                                        | Леонардо Ди Каприо                                                                   | Победа                          | [ 33 ] |
| Phoenix Film Critics Society                | Лучшая мужская роль второго плана                          | Том Харди                                                                            | Номинация                       | [ 33 ] |
| Phoenix Film Critics Society                | Лучшая музыка к фильму                                     | Рюити Сакамото, Alva Noto                                                            | Номинация                       | [ 33 ] |
| Phoenix Film Critics Society                | Лучшая операторская работа                                 | Эммануэль Любецки                                                                    | Победа                          | [ 33 ] |
| Премия Гильдии продюсеров США               | Лучший фильм                                               | Арнон Милчен, Стив Голин, Алехандро Г. Иньярриту, Мэри Парент, Кейт Редмон           | Номинация                       | [ 34 ] |
| Премия Гильдии режиссёров США               | Лучший режиссёр                                            | Алехандро Г. Иньярриту                                                               | Победа                          |        |
| Общество кинокритиков Сан-Диего             | Лучший режиссёр                                            | Алехандро Г. Иньярриту                                                               | Номинация                       | [ 35 ] |
| Общество кинокритиков Сан-Диего             | Лучшая мужская роль                                        | Леонардо Ди Каприо                                                                   | Победа                          | [ 35 ] |
| Общество кинокритиков Сан-Диего             | Лучший монтаж                                              | Стивен Миррионе                                                                      | Номинация                       | [ 35 ] |
| Общество кинокритиков Сан-Диего             | Лучший операторская работа                                 | Эммануэль Любецки                                                                    | 2-е место                       | [ 35 ] |
| Общество кинокритиков Сан-Франциско         | Лучший режиссёр                                            | Алехандро Г. Иньярриту                                                               | Номинация                       | [ 36 ] |
| Общество кинокритиков Сан-Франциско         | Лучшая мужская роль                                        | Леонардо Ди Каприо                                                                   | Номинация                       | [ 36 ] |
| Общество кинокритиков Сан-Франциско         | Лучшая операторская работа                                 | Эммануэль Любецки                                                                    | Номинация                       | [ 36 ] |
| Общество кинокритиков Сан-Франциско         | Лучшая работа художника-постановщика                       | Джек Фиск, Хамиш Парди                                                               | Номинация                       | [ 36 ] |
| Общество кинокритиков Сан-Франциско         | Лучший монтаж                                              | Стивен Миррионе                                                                      | Номинация                       | [ 36 ] |
| «Спутник»                                   | Лучший фильм                                               | Лучший фильм                                                                         | Номинация                       | [ 37 ] |
| «Спутник»                                   | Лучший режиссёр                                            | Алехандро Г. Иньярриту                                                               | Номинация                       | [ 37 ] |
| «Спутник»                                   | Лучшая мужская роль                                        | Леонардо Ди Каприо                                                                   | Победа                          | [ 37 ] |
| «Спутник»                                   | Лучший адаптированный сценарий                             | Алехандро Г. Иньярриту, Марк Л. Смит                                                 | Номинация                       | [ 37 ] |
| «Спутник»                                   | Лучшая операторская работа                                 | Эммануэль Любецки                                                                    | Номинация                       | [ 37 ] |
| Премия Гильдии киноактёров США              | Лучшая мужская роль                                        | Леонардо Ди Каприо                                                                   | Победа                          | [ 38 ] |
| Seattle Film Awards                         | Лучший фильм                                               | Лучший фильм                                                                         | Номинация                       | [ 39 ] |
| Seattle Film Awards                         | Лучший режиссёр                                            | Алехандро Г. Иньярриту                                                               | Номинация                       | [ 39 ] |
| Seattle Film Awards                         | Лучшая мужская роль                                        | Леонардо Ди Каприо                                                                   | Победа                          | [ 39 ] |
| Seattle Film Awards                         | Лучшая мужская роль второго плана                          | Том Харди                                                                            | Номинация                       | [ 39 ] |
| Seattle Film Awards                         | Лучшая операторская работа                                 | Эммануэль Любецки                                                                    | Номинация                       | [ 39 ] |
| Seattle Film Awards                         | Лучшая работа художника-постановщика                       | Джек Фиск, Хэмиш Парди                                                               | Номинация                       | [ 39 ] |
| Seattle Film Awards                         | Лучший дизайн костюмов                                     | Жаклин Уэст                                                                          | Номинация                       | [ 39 ] |
| Seattle Film Awards                         | Лучший звук                                                | Крис Дюстердиск, Джон Тейлор, Фрэнк Монтаньо, Рэнди Том, Мартин Эрнандес, Лон Бендер | Номинация                       | [ 39 ] |
| Seattle Film Awards                         | Лучший грим и причёски                                     | Грэм Джонстон, Роберт Пандини                                                        | Номинация                       | [ 39 ] |
| Ассоциация кинокритиков Сент—Луис-Гейтвей   | Лучший фильм                                               | Лучший фильм                                                                         | Номинация                       | [ 40 ] |
| Ассоциация кинокритиков Сент—Луис-Гейтвей   | Лучший режиссёр                                            | Алехандро Г. Иньярриту                                                               | Номинация                       | [ 40 ] |
| Ассоциация кинокритиков Сент—Луис-Гейтвей   | Лучшая мужская роль                                        | Леонардо Ди Каприо                                                                   | Победа                          | [ 40 ] |
| Ассоциация кинокритиков Сент—Луис-Гейтвей   | Лучший монтаж                                              | Стивен Миррионе                                                                      | Номинация                       | [ 40 ] |
| Ассоциация кинокритиков Сент—Луис-Гейтвей   | Лучшая операторская работа                                 | Эммануэль Любецки                                                                    | Победа                          | [ 40 ] |
| Ассоциация кинокритиков Сент—Луис-Гейтвей   | Лучшие визуальные эффекты                                  | Лучшие визуальные эффекты                                                            | Номинация                       | [ 40 ] |
| Ассоциация кинокритиков Сент—Луис-Гейтвей   | Лучшая сцена                                               | Атака медведя                                                                        | Победа                          | [ 40 ] |
| Ассоциация кинокритиков Юты                 | Лучшая мужская роль                                        | Леонардо Ди Каприо                                                                   | Победа                          | [ 41 ] |
| Ассоциация кинокритиков Юты                 | Лучшая операторская работа                                 | Эммануэль Любецки                                                                    | 2-е место                       | [ 41 ] |
| Круг кинокритиков Ванкувера                 | Лучший фильм                                               | Лучший фильм                                                                         | Номинация                       | [ 42 ] |
| Круг кинокритиков Ванкувера                 | Лучший режиссёр                                            | Алехандро Г. Иньярриту                                                               | Номинация                       | [ 42 ] |
| Круг кинокритиков Ванкувера                 | Лучшая мужская роль                                        | Леонардо Ди Каприо                                                                   | Номинация                       | [ 42 ] |
| Ассоциация кинокритиков Вашингтона          | Лучший фильм                                               | Лучший фильм                                                                         | Номинация                       | [ 43 ] |
| Ассоциация кинокритиков Вашингтона          | Лучший режиссёр                                            | Алехандро Г. Иньярриту                                                               | Номинация                       | [ 43 ] |
| Ассоциация кинокритиков Вашингтона          | Лучшая мужская роль                                        | Леонардо Ди Каприо                                                                   | Победа                          | [ 43 ] |
| Ассоциация кинокритиков Вашингтона          | Лучшая мужская роль второго плана                          | Том Харди                                                                            | Номинация                       | [ 43 ] |
| «Империя»                                   | Лучший фильм                                               | Лучший фильм                                                                         | Победа                          | [ 43 ] |
| «Империя»                                   | Лучший режиссёр                                            | Алехандро Г. Иньярриту                                                               | Номинация                       | [ 43 ] |
| «Империя»                                   | Лучшая мужская роль                                        | Леонардо Ди Каприо                                                                   | Номинация                       |        |
| «Империя»                                   | Лучший грим и причёски                                     | Лучший грим и причёски                                                               | Номинация                       |        |
| «Империя»                                   | Лучшие визуальные эффекты                                  | Лучшие визуальные эффекты                                                            | Номинация                       |        |
| MTV Movie Awards                            | Лучший фильм, основанный на реальных событиях              | Лучший фильм, основанный на реальных событиях                                        | Номинация                       |        |
| MTV Movie Awards                            | Лучшая мужская роль                                        | Леонардо Ди Каприо                                                                   | Победа                          |        |
| MTV Movie Awards                            | Лучший злодей                                              | Том Харди                                                                            | Номинация                       |        |
| MTV Movie Awards                            | Лучшая драка                                               | Лучшая драка                                                                         | Номинация                       |        |
| «Сатурн»                                    | Лучший экшн или приключенческий фильм                      | Лучший экшн или приключенческий фильм                                                | Номинация                       |        |
| «Сатурн»                                    | Лучшая мужская роль                                        | Леонардо Ди Каприо                                                                   | Номинация                       |        |
| «Золотой орёл»                              | Лучший зарубежный фильм в российском прокате               | Лучший зарубежный фильм в российском прокате                                         | Победа                          |        |

### Ассоциации кинокритиков в городах США
| Премия                                     | Категория                         | Номинант               | Результат | Комм.  |
| ------------------------------------------ | --------------------------------- | ---------------------- | --------- | ------ |
| Ассоциация кинокритиков Остина             | Лучшая мужская роль               | Леонардо Ди Каприо     | Номинация | [ 44 ] |
| Ассоциация кинокритиков Остина             | Лучшая операторская работа        | Эммануэль Любецки      | Номинация | [ 44 ] |
| Ассоциация кинокритиков Центрального Огайо | Лучший фильм                      | Лучший фильм           | 8-е место | [ 45 ] |
| Ассоциация кинокритиков Центрального Огайо | Лучший режиссёр                   | Алехандро Г. Иньярриту | Номинация | [ 45 ] |
| Ассоциация кинокритиков Центрального Огайо | Лучшая мужская роль               | Леонардо Ди Каприо     | Победа    | [ 45 ] |
| Ассоциация кинокритиков Центрального Огайо | Лучший мужская роль второго плана | Том Харди              | Номинация | [ 45 ] |
| Ассоциация кинокритиков Центрального Огайо | Актёр года                        | Донал Глисон           | 2-е место | [ 45 ] |
| Ассоциация кинокритиков Центрального Огайо | Актёр года                        | Том Харди              | Номинация | [ 45 ] |
| Ассоциация кинокритиков Центрального Огайо | Лучшая операторская работа        | Эммануэль Любецки      | Победа    | [ 45 ] |
| Ассоциация кинокритиков Центрального Огайо | Лучший монтаж                     | Стивен Миррионе        | Номинация | [ 45 ] |